# Thymus catharinae
Thymus catharinae — вид рослин родини глухокропивові (Lamiaceae), ендемік Сардинії.

## Опис
Це багаторічна ароматична рослина з прямими-висхідними квітучими гілками довжиною 4–20 см і стерильними деревними стеблами, повзучими або субпіднятими, довжиною до 60 см. Листки 5–10 × 2–5 мм, яйцевидно-тупокінцеві або ланцетні або яйцювато-ланцетні з вираженою центральною жилкою на нижній стороні. Квіти з рожево-фіолетовим або світло-фіолетовим вінчиком.
Це інтенсивно-ароматична рослина, яка використовується в традиційній сардинській кухні.

## Поширення
Ендемік Сардинії.
Росте в горбистих і гірських скелястих районах на висоті вище 600–800 м